# Jules Pizzetta
Jules Pizzetta (né à Londres le 20 juillet 1820 et mort à Boulogne-Billancourt le 4 février 1900,) est un naturaliste et vulgarisateur français. Il a pour pseudonyme J.-P. Houzé .

## Publications

### Science
- Quinze jours au bord de la mer : flâneries d'un naturaliste (1845), Paris, Dupray de la Mahérie
- (avec Louis Barré) Encyclopédie nationale des sciences, des lettres et des arts (1851), 4 vol., Paris, J. Bry
  - En ligne : vol. 1 ; vol. 2 ; vol. 3 ; vol. 4
- Dictionnaire populaire d'histoire naturelle et des phénomènes de la nature (1857), J. Martinon
  - Dictionnaire populaire illustré d'histoire naturelle (1890),  introduction d'Edmond Perrier, Paris, A. Hennuyer, XL–1 164 p. — 2e  éd. : 1905
- La botanique des écoles, petit traité de physique végétale (1862), P. Dupont
- Les secrets de la plage (1869), Paris, P. Brunet
- Le monde avant le Déluge (1869), Paris, P. Brunet — Numérisations : Google Livres; archive.org
  - El mundo antes del diluvio (1888) (es)
- Histoire d'une feuille de papier (1870), Paris, P. Brunet — Numérisations : Gallica ; Google Livres
  - (it) Storia d'un foglio di carta (1873)
  - (es) Historia de un pliego de papel (1887)
- L'aquarium d'eau douce — d'eau de mer (1872), J. Rothschild
- Les voyages d'une goutte d'eau (1872), A. Rigaud
- Le monde polaire (1877), Paris, A. Rigaud
- Le trésor de la famille, encyclopédie des connaissances utiles dans la vie pratique (1877), J. Rothschild
- La pisciculture fluviale et maritime en France : culture de l'écrevisse et des sangsues (1880) (dans le même volume que L'ostréiculture et la pêche côtière en France de Ferdinand François De Bon), Paris, J. Rothschild
- Les veillées de Jean Rustique, simples entretiens sur les animaux utiles et les animaux nuisibles (1880), P. Dupont
- Le livre des métiers manuels… (1882), G. Samson
- Le feu et l'eau (1884), Paris, A. Hennuyer
- Petit manuel de photographie pratique à l'usage des gens du monde (1891), Paris, A. Hennuyer
- Galerie des naturalistes : histoire des sciences naturelles, Paris, A. Hennuyer (1894) — Numérisations : archive.org; Google Livres
- Les loisirs d'un campagnard — Numérisations de la 2e  éd. : archive.org ; biodiversitylibrary.org
- Plantes et bêtes, causeries familières sur l'histoire naturelle (1894), Paris, A. Hennuyer
- Boulogne et Calais : la baie de Somme : les étapes d'un touriste en France (1897)
  - Reproduction : Paris, le Livre d'histoire (2001)
  - Extrait : Promenades en baie de Somme (2005), la Découvrance éd.  (ISBN 2-84265-369-6)

### Livret
- Pauvre Venise !, paroles de Jules Pizzetta, musique de Mlle Émilie Pizzetta